# Флор-Єсеніна Тетяна Петрівна
Тетя́на Петрі́вна Флор-Єсе́ніна (рос. Татьяна Петровна Флор-Есенина; 1 липня 1933, Москва — 12 лютого 1993), до шлюбу Ільїна — російська літературознавиця. Племінниця поета Сергія Єсеніна.

## Біографія
Тетяна Ільїна народилася 1 липня 1933 року в Москві в сім'ї Олександри Олександрівни Єсеніної (молодшої сестри поета) та Петра Івановича Ільїна. В жовтні 1941 року пішла в перший клас в Тюмені, куда було евакуйовано сім'ю Олександри Єсеніної. 1951 року закінчила середню школу в Москві. Того ж року вступила на редакційно-видавничий факультет Московського заочного поліграфічного інституту.
У 1954—1958 роках працювала начальницею редакційно-видавничого сектору в Науково-дослідному інституті годинникової промисловості. У 1958—1971 роках — редакторка у видавництві «Московский рабочий», де 1965 року була редакторкою першого збірника спогадів про Сергія Єсеніна.
1971 року було створено видавництво «Современник», де Тетяна Петрівна служила старшою науковою редакторкою упродовж 20 років. Під час редакційної діяльності працювала з багатьма письменниками та поетами. Серед них Євген Винокуров, Рюрік Івнєв, Євген Долматовський, Микола Старшинов, Микола Тихонов, Юлія Друніна, Олександр Філатов, Ігор Кобзєв, Юрій Нагібін та інші.
1978 року одружилася з міжнародним гросмейстером Саломоном Флором, який помер 1983 року.
Флор-Єсеніна померла 12 лютого 1993 року. Її поховано на Ваганьковському кладовищі в Москві.